# Yeni Rabat
 Yeni Rabat, auch Rabat (georgisch ენირაბათი)  ist eine vermutlich aus der ersten Hälfte des 11. Jahrhunderts stammende Kirchenruine eines ehemaligen Klosters des mittelalterlichen georgischen Königreichs Tao-Klardschetien in der heutigen nordosttürkischen Provinz Artvin. Am Ort von Yeni Rabat wird das im 9. Jahrhundert gegründete, durch ein um 973 abgeschriebenes Evangeliar berühmt gewordene Kloster Schatberdi lokalisiert.

## Lage
Die vom Schwarzen Meer im Tal des Çoruh ins Landesinnere führende Schnellstraße 10 folgt etwa zehn Kilometer hinter Artvin in nordöstlicher Richtung bis Şavşat in einer zunehmend enger und steiler werdenden Schlucht dem Berta Suyu (georgisch Imerchewi), einem Nebenfluss des Çoruh. Von dieser Straße biegt, drei Kilometer nach dem Abzweig eines Fahrwegs zur Klosterkirche Dolisqana, an einer Brücke über den Ardanuç Çayı (georgisch Artanudschiszqali), der hier in den Berta Suyu mündet, eine Nebenstraße nach Süden in Richtung Kars ab. Sie erreicht nach knapp 15 Kilometern die Kleinstadt Ardanuç, führt im Tal des Ardanuç weiter und überquert später auf dem Yalnızçam-Pass die gleichnamige, bis 2480 Meter hohe Gebirgskette. Etwa 12 Kilometer hinter Ardanuç zweigt aus dem Tal ein nicht asphaltierter Fahrweg nach links ab. Er windet sich einen knappen Kilometer durch Weideland hinauf bis zu dem am Hang gelegenen Dorf Bulanık mit seinen massiv aus Blockbohlen gefertigten Rinderställen. Von hier verläuft der Weg zur Kirche weitere drei Kilometer in Richtung Ardanuç zurück annähernd auf gleicher Höhe über der Talsohle.
Das hinter hohen Laubbäumen verborgene Gehöft neben der Kirchenruine ist als Çamliköy bekannt. Aus einem Seitental fließen kleine Wasserläufe durch grüne Wiesen, die aus der Umgebung eine Oase inmitten der ansonsten im Sommer trockenen Felslandschaft machen. Die Kirche steht auf einer nach Westen vorkragenden Felsnase, die durch eine mehrere Meter hohe Stützmauer im Süden zu einem künstlichen Plateau erweitert wurde. Es bildet die einzige ebene Fläche im Umkreis. Am breitesten ist dieser so entstandene Kirchplatz vor der West- und Südseite, weil dort die Eingänge liegen. Von Nebengebäuden und Umfassungsmauern blieb nichts mehr erhalten.
Yeni Rabat liegt etwa im Zentrum der Region, die aufgrund ihrer zahlreichen Kirchen als „Georgisches Sinai“  bekannt geworden ist. In nördlichen Seitentälern weit oberhalb des Berta Suyu und nur über steile Fahr- oder Fußwege zu erreichen blieben von Westen nach Osten die Reste der ehemaligen Klöster Dolisqana, Opiza, Chandsta (Porta) und Tbeti erhalten. In der anatolischen Hochebene südlich des Yalnızçam-Gebirgsmassivs steht die Rundkirche von Bana als einzige in freiem Gelände. İşhan, Dörtkilise und Haho sind die türkischen Namen von ehemals bedeutenden georgischen Klöstern in den Bergen am Rand des Tortum-Flusstals (Tortum Çayı) zwischen Yusufeli und Tortum.

## Geschichte

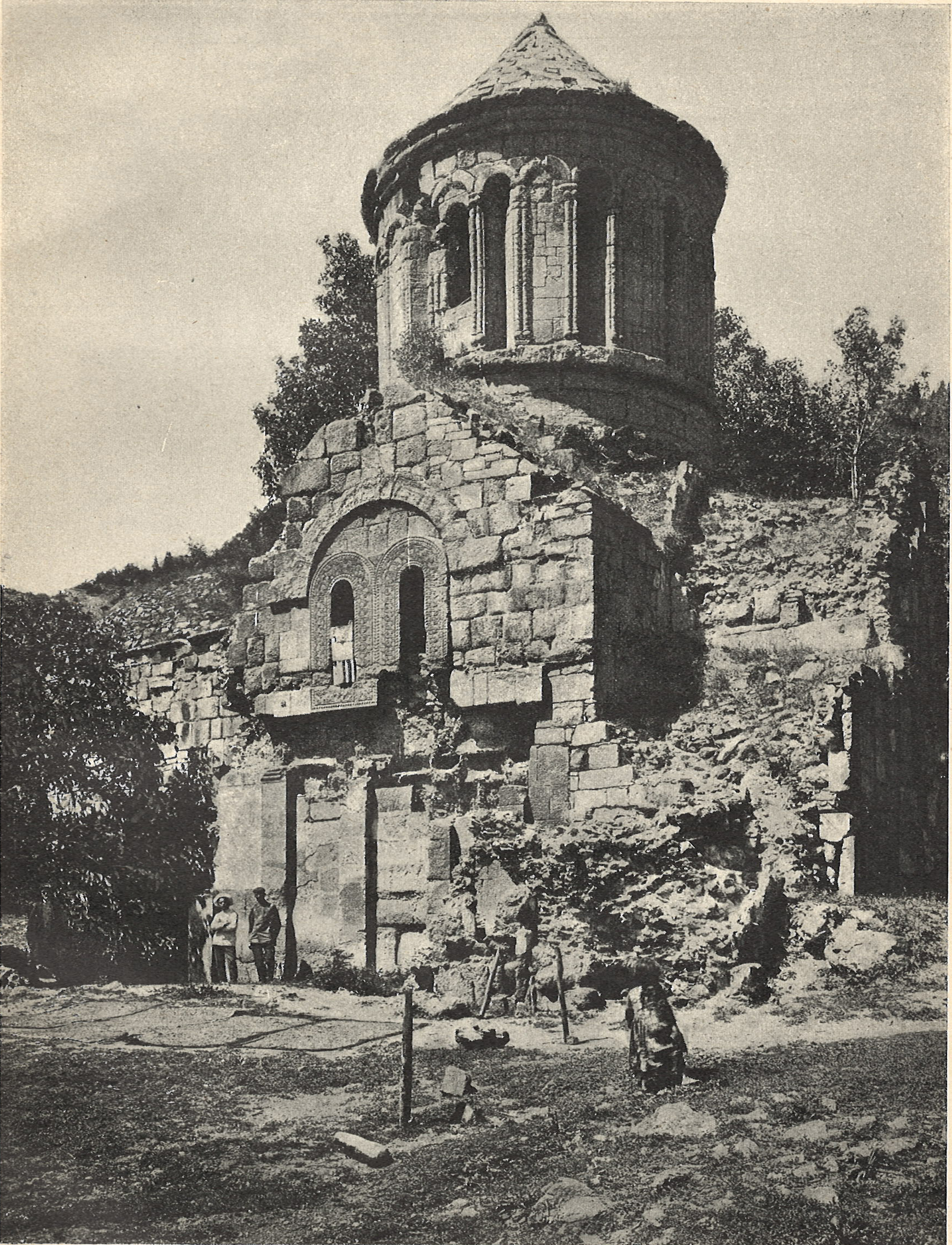
Ansicht von Südosten. Foto von N. J. Marr 1911

Unter König Wachtang I. Gorgassali, der in der zweiten Hälfte des 5. Jahrhunderts regierte, erreichte das georgische Reich Iberien seine größte Ausdehnung und erstreckte sich im Westen über einen Teil des späteren Tao-Klardschetien. 575 erbauten die georgischen Bagratiden die Festung von Ardanuç. Nach Einfällen der arabischen Umayyaden Ende des 8. Jahrhunderts ließ Fürst Aschot I. die zerstörte Burg wieder aufbauen und machte sie zum Hauptort von Tao-Klardschetien. Auch noch im 16. Jahrhundert, nachdem die Osmanen das georgische Kleinreich Samzche besiegt hatten, war Ardanuç ein politisches Zentrum und stellte eine sichere Station auf einer Fernhandelsroute zwischen Anatolien und dem Kaukasus dar.
Im 9. und 10. Jahrhundert, als es den Bagratiden gelungen war, die zersplitterten Fürstentümer zu einigen, wurden im außerhalb der arabischen Einflusssphäre gelegenen Tao-Klardschetien besonders viele Kirchen und Klöster errichtet. Ende des 10. Jahrhunderts wurde Tao-Klardschetien mit drei weiteren Fürstentümern zum Königreich Georgien vereint. Der Mönch Grigol Chandsteli (759–861), über den Giorgi Mertschule aus dem Kloster Chandsta in seiner 951 verfassten Hagiographie „Das Leben von Grigol Chandsteli“ berichtet, soll in den 830er und 840er Jahren drei Mönchs- und zwei Nonnenklöster gegründet haben. Auf Grigols Schüler gehen weitere Klostergründungen in den folgenden Jahrzehnten zurück. Viele Klöster erlangten Berühmtheit durch die illuminierten Handschriften, die in ihnen abgeschrieben wurden. Von großer Bedeutung ist die Schriftsammlung von Schatberdi aus dem Jahr 973. Sie trägt den Beinamen „Barhal-Evangelium“, weil darin der Neubau der Klosterkirche Barhal (georgisch Parchali) erwähnt wird, dieses Datum folglich den terminus ante quem für ihre Fertigstellung angibt. Ein weiteres kulturelles Zentrum war das Kloster von Opiza, in dem zahlreiche Handschriften vervielfältigt wurden, darunter das 913 datierte „Evangelium von Opiza“.
Nach dem Vorbild traditioneller Wohngebäude (georgisch darbasi) entstanden in Iberien parallel zu Basiliken ab Mitte des 6. Jahrhunderts Zentralbauten, die später eine monumentale Größe erreichten. Der Grundriss solcher Kreuzkuppelkirchen in Form eines griechischen Kreuzes bildete die Grundlage des georgischen Kirchenbaus. Die Vorläufer der Bauform aus dem 6. Jahrhundert, wie sie in Georgien erhalten sind, wirken noch gedrungen. Deren breiter Baukörper wurde bei den Kirchen des 10. Jahrhunderts massiv erhöht.

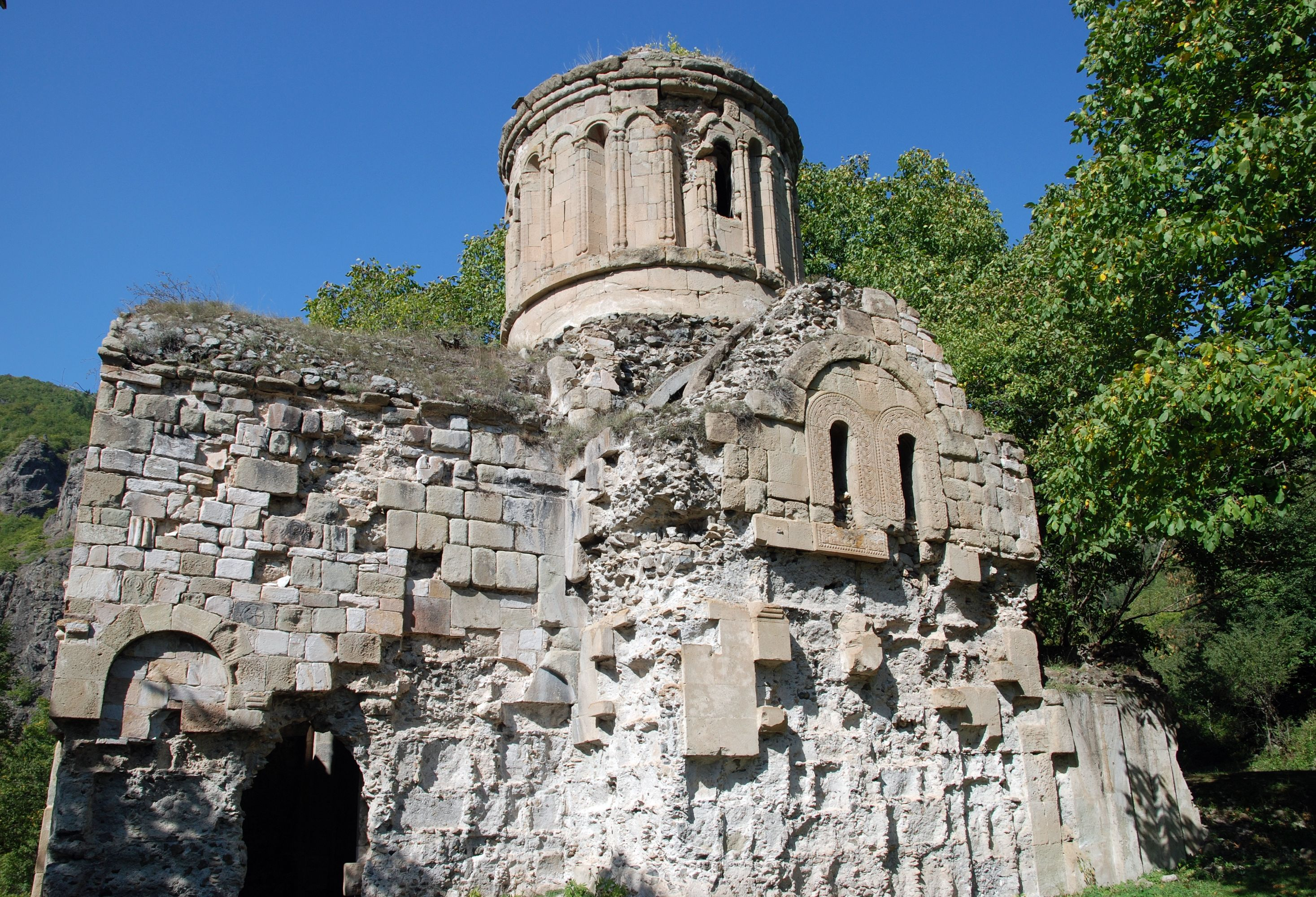
Ansicht von Süden

Von einem möglichen Vorgängerbau blieb nichts erhalten. Für die heute sichtbaren Ruinen gibt es keinen historischen Hinweis oder eine Inschrift zur Datierung. Dennoch wird allgemein angenommen, dass Yeni Rabat mit dem georgischen Kloster Schatberdi identisch ist. Stilvergleiche ergeben ein uneinheitliches Bild: Die Form des Tambours, dessen Außendurchmesser etwa seiner Höhe entspricht, und die Zahl seiner Fenster sind typisch für Kirchen aus der Mitte des 10. Jahrhunderts (etwa Dolisqana, um 945). Typologisch steht Yeni Rabat den Kirchen von Ekeki (türkisch Vişneli, zweite Hälfte 10. Jahrhundert) und Tschangli (Klosterruine in Armenien, erste Hälfte 11. Jahrhundert) nahe. Die Datierung erfolgt nach der Gesamtbeurteilung von Architektur und Bauschmuck vorsichtig in die 1040er Jahre.
Im 19. Jahrhundert war die Kirche im Besitz von Armeniern, die an der Südostecke deutlich erkennbare Restaurierungen vornahmen. 1893 veröffentlichte der russische Archäologe Andreĭ Mikhailovich Pavlinov (1852–1898) einen ersten Kurzbericht zur Kirche. Ein Jahr später hielt sich der Linguist Nikolai Jakowlewitsch Marr vier Stunden lang in Yeni Rabat auf. Die Zeit reichte, um eine kurze georgische Inschrift und einige armenische Schriftzeichen an der Kirche und auf behauenen Steinblöcken, die an modernen Gebäuden in der Nachbarschaft verbaut waren, zu notieren. Nicole und Jean-Michel Thierry waren die ersten Kunsthistoriker nach dem Zweiten Weltkrieg, die im bis dahin schwer zugänglichen Nordosten der Türkei ab Anfang der 1960er Jahre Forschungsreisen unternehmen durften. 1968 veröffentlichten sie die Ergebnisse ihrer Untersuchungen des Vorjahres aus Yeni Rabat. Der georgische Kunsthistoriker Wachtang Djobadze besuchte die Kirche in den Jahren 1976 und 1983.

## Architektur

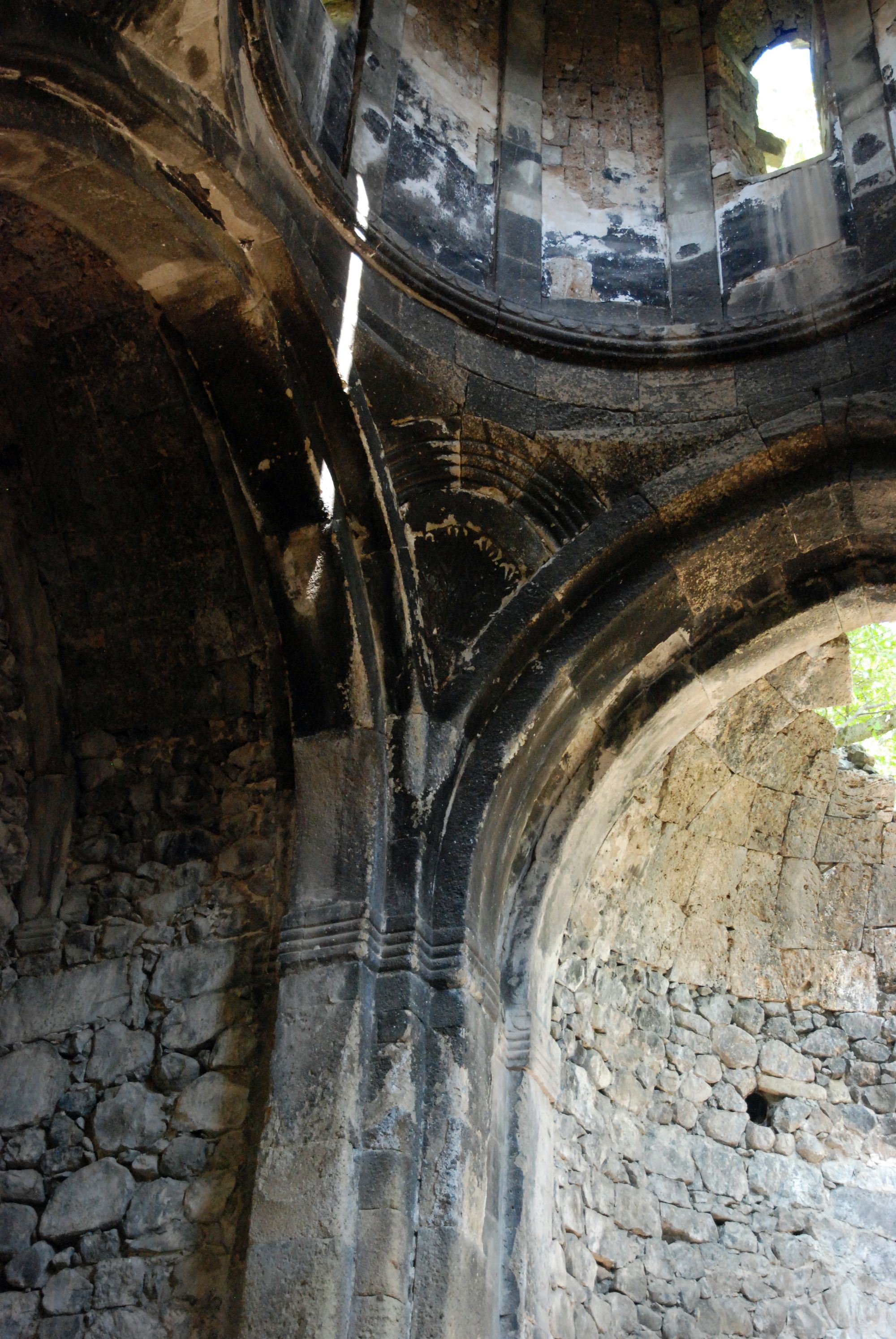
Pseudotrompe am nordöstlichen Eckpfeiler des Tambours

Die in ihrem Westarm um ein Tonnengewölbe verlängerte Kreuzkuppelkirche misst innen in Ost-West-Richtung 16,7 Meter und in Nord-Süd-Richtung 10,7 Meter. Die Breite der nördlichen und südlichen Kreuzarme beträgt 5,6 Meter. Die hinter der an der Außenseite geraden Ostwand verborgene halbrunde Apsis besitzt eine Breite von 4,8 und eine Tiefe von 4,4 Metern. Sie wurde durch ein zentrales Fenster mit Rundbogen erhellt. Bauern aus der Umgebung brachen die Fensterlaibung heraus und vergrößerten die Öffnung, um einen Zugang zu schaffen, da ihnen die Kirche als Heuschober diente. 
Zu beiden Seiten ist die Apsis von Nebenräumen (Pastophorien) mit halbrunden Ostwänden umgeben, die durch Türen mit den Querschiffen, aber nicht direkt mit der zentralen Apsis verbunden waren. Stattdessen ist an den entsprechenden Stellen der seitlichen Apsiswände jeweils eine quadratische Nische in die Wand eingetieft. Die beiden Nebenräume ergänzen den Grundplan zu einem im Osten außen geschlossenen rechteckigen Baukörper, aus dem nur die Verlängerung des Westarms hinausragt. Ein Zugang befindet sich an der Stirnseite, ein weiterer Zugang an der Südseite des Westarms.
Die äußere Wandschale besteht aus behauenen und geglätteten Rechteckblöcken unterschiedlicher Größen, die in annähernd ebenen Lagen vermauert sind. Deutlich sorgfältiger wurden Tür- und Fensterbögen sowie die Außenwände des Tambours ausgeführt. Am besten erhalten blieben die oberen Wandbereiche im Westen und Süden, an den beiden anderen Seiten fehlt die Wandverkleidung vollständig. Hier ist zwischen den Bäumen nur noch ein von Mörtelmassen zusammengehaltener Schuttkegel zu sehen. Die Innenwände wurden aus meist unbehauenen und grob gefügten Steinbrocken gemauert. Zwei Drittel der Wandstärke bestehen aus einer Mörtelfüllung mit Bruchsteinen. Ehemals noch vorhandene bemalte Putzreste haben gezeigt, dass die Innenwände mit einer Putzschicht überzogen und vollständig bemalt waren.
Die Kuppel erhebt sich über vier im Quadrat angeordneten Jochen mit schwach ausgeprägten Spitzbögen, deren Last über die von Pilastern verstärkten Wandecken abgeleitet wird. Die 37 Zentimeter breiten Pilastersteine ragen in einer Stärke von 30 Zentimetern aus der Wand. Der Übergang an den Ecken zur Kreisform des Tambours erfolgt mittels einer Kombination aus Pendentifs und einem Bündel aus vier parallelen Wulstrippen, die darüber einen trompenartigen Halbkreis (Pseudotrompen) bilden. Blendbögen über zwölf Pilastern schmücken den Tambour. Die Kuppelkonstruktion ist zwar von Feuer geschwärzt, aber im Gesamten in gutem Zustand. 

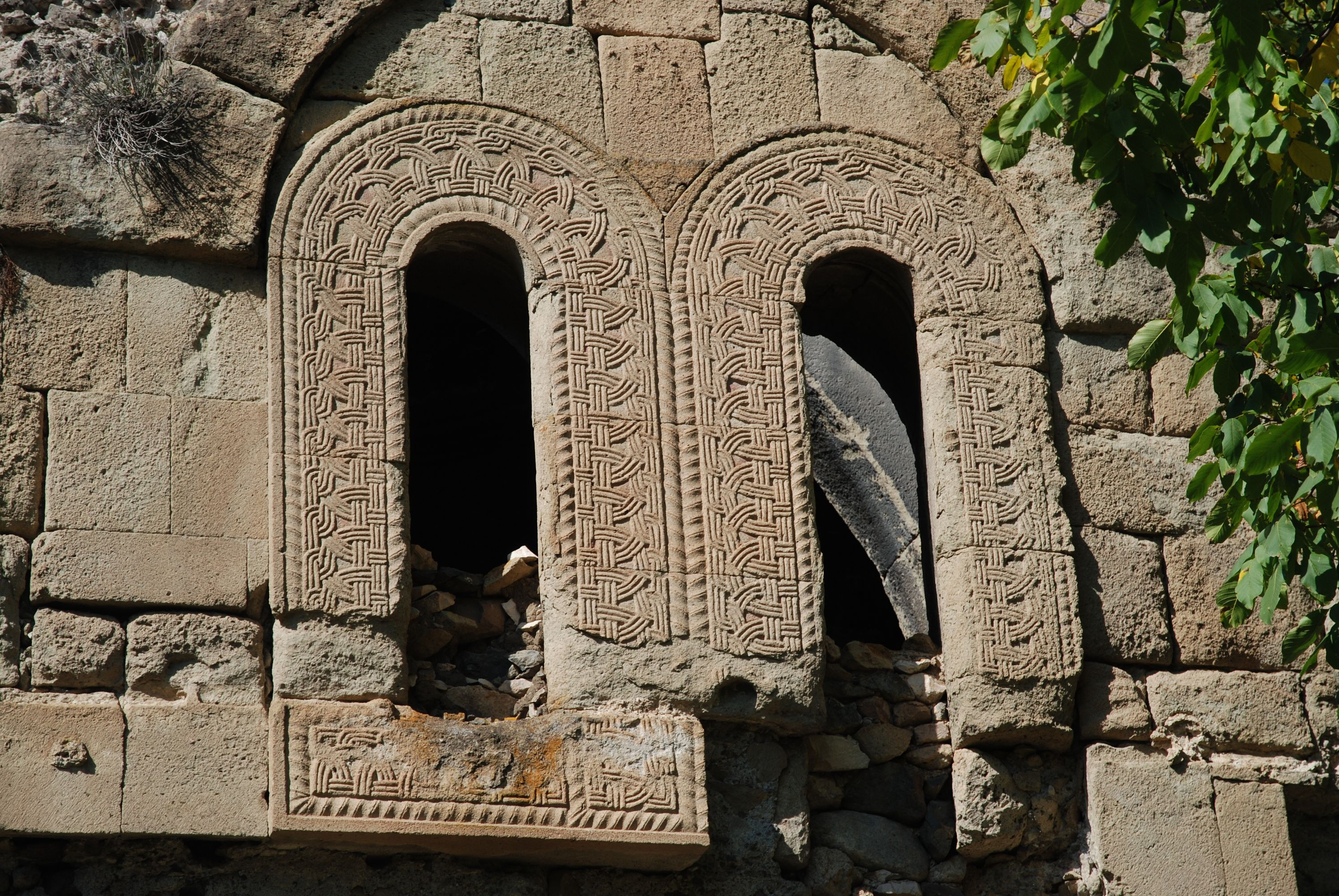
Fenster am südlichen Kreuzarm

Abgesehen von der Nordwest- und Nordostseite ist der Tambour auch außen gut erhalten. An seiner Außenseite ist er ebenfalls kreisrund, im Unterschied zum zwölfeckigen Tambour von Dolisqana. Wie dort werden die Wandfelder des Tambours durch zwölf gekoppelte Halbsäulen gegliedert, entsprechend den Halbsäulen in Öşk Vank besitzen sie eine gegeneinander gedrehte Riffelung. Die Säulen sind durch Blendbögen miteinander verbunden. Die so umschlossenen Wandflächen alternieren mit tief eingeschnittenen Dreiecksnischen, nur die Felder in den vier Haupthimmelsrichtungen sind durchfenstert. Dreiecknischen, die für eine vertikale Gliederung der Giebelwände sorgen – meist an der östlichen Außenwand an der Trennlinie zwischen Apsis und Nebenräumen – sind in der georgischen und armenischen Kirchenarchitektur häufig, sie finden sich bis auf Yeni Rabat jedoch nie an einem Tambour. Hier dienen die Nischen dazu, den Tambour plastisch zu gestalten und optisch seine Masse zu reduzieren. Die Zahl von vier Fenstern im Tambour ist typisch für Kirchen aus der Mitte des 10. Jahrhunderts, danach erhöhte sich die Fensterzahl, in Öşk Vank auf 12 und in İşhan auf 16. Demgegenüber scheinen die spiraligen Halbsäulen, die im Lauf der Zeit ihre eher statische Funktion zugunsten einer rein dekorativen aufgaben, eine Weiterentwicklung von İşhan zu sein und damit für eine Bauzeit nicht vor der Mitte des 11. Jahrhunderts zu sprechen.
Während die Nordfassade in ihrem desolaten Zustand offenbar nie restauriert wurde, sind an der Süd- und Westseite Reparaturen mit recht beliebig und unpassend eingefügten Steinquadern erkennbar. Deutlich wird dies an einigen zweitverwendeten Ornamentsteinen. Bemerkenswert sind die geometrischen Reliefs an den Fensterlaibungen der Süd- und Westseite. Die Kette aus sich ineinander schlingenden Halbkreisen, umrahmt von einem Spiralwulst, wurde außergewöhnlich akkurat ausgeführt, sorgfältiger als die übrigen Dekorformen. Möglicherweise schuf diese Fenster ein anderer Steinmetz. Insgesamt kommen in Yeni Rabat einige gestalterische Neuerungen vor, die nicht mit der zeitgenössischen Tradition zusammenpassen.